# Amichai (Siedlung)
Amichai (hebräisch עמיחי für „Mein Volk lebt“) ist eine israelische Siedlung in der Regionalverwaltung Mateh Benjamin im Westjordanland, deren Bau im März 2017 von der israelischen Regierung beschlossen wurde. Es handelt sich dabei um Israels erste offizielle Siedlungsgründung seit 1992.

## Lage
Amichai liegt im nördlichen Westjordanland, rund 30 Kilometer nördlich von Jerusalem und 50 Kilometer östlich von Tel Aviv. Westlich von Amichai liegen die beiden israelischen Siedlungen Schilo und Shvut Rachel, östlich von Amichai die illegalen Außenposten Adei Ad, Ahija, Esch Kodesch und Keida.

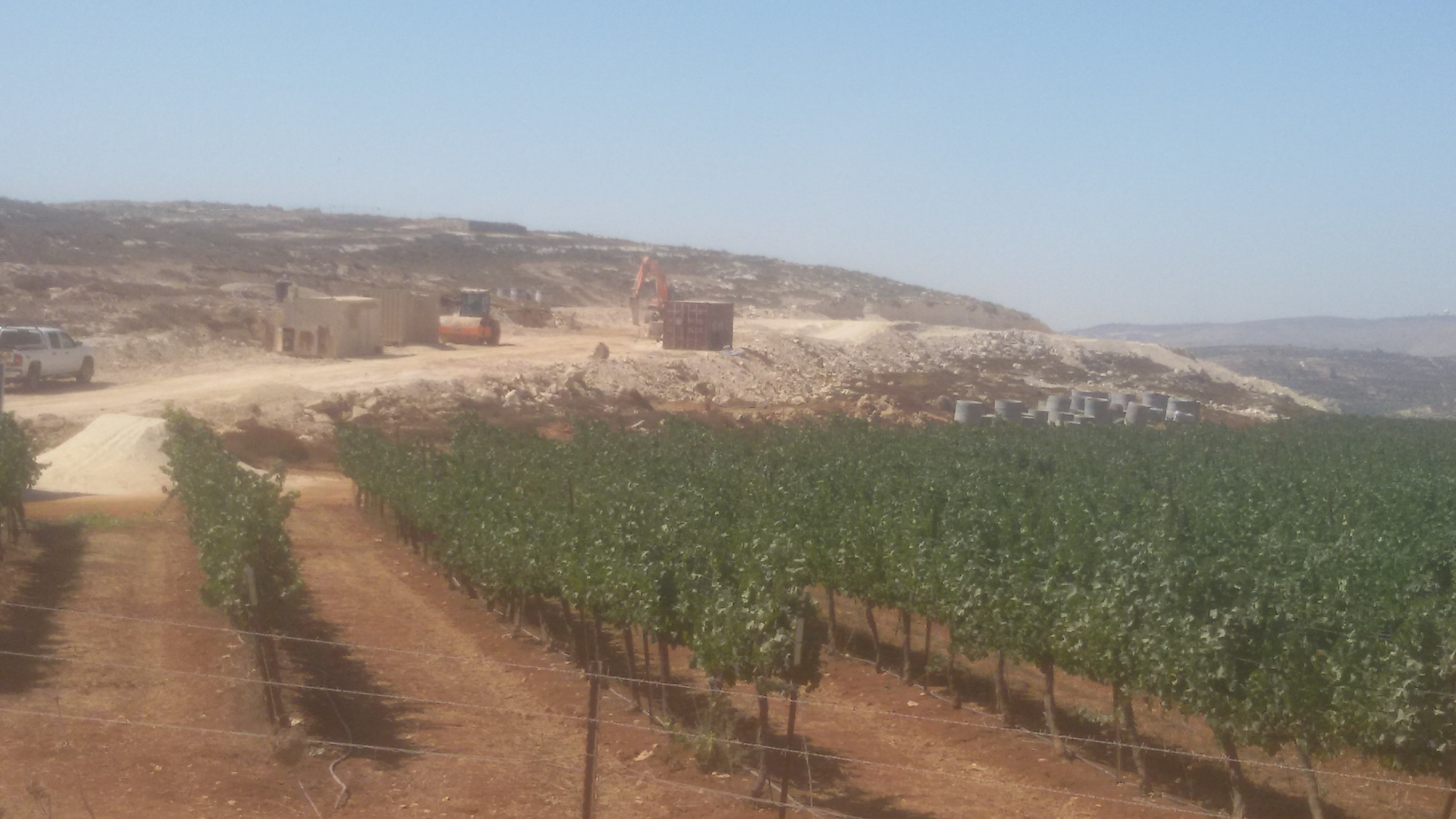
Bauarbeiten 2017

## Entstehung
Israels Ministerpräsident Benjamin Netanjahu hatte den Bewohnern des im Januar 2017 evakuierten illegalen Außenpostens Amona den Bau einer neuen Siedlung versprochen. Die Genehmigung für den Bau erteilte seine Regierung im März 2017. Im Juni 2017 begannen die Bauarbeiten, die ersten Häuser wurden im Februar 2018 fertiggestellt. Die ersten Bewohner (über 30 Familien) zogen im März 2018 nach Amichai.
Die Siedlung soll zukünftig bis zu 1100 Familien beheimaten. Darüber hinaus bestehen Pläne, den ein Kilometer entfernten illegalen Außenposten Adei Ad mit Amichai zu vereinen und diesen somit indirekt nach israelischem Recht zu legalisieren.